# Campeonato Gaúcho de Futebol de 2007 - Série A
O Campeonato Gaúcho de Futebol  de 2007, também conhecido como Gauchão 2007, foi a 87ª edição da principal competição futebolística do estado brasileiro do Rio Grande do Sul. A disputa ocorreu entre 20 de janeiro de 2007 e 6 de maio de 2007. O Grêmio sagrou-se bicampeão do torneio, sendo sua 35ª conquista na história do campeonato. Durante o torneio, foram marcados 427 gols em 152 jogos, uma média de (2.81) por partida, e o artilheiro foi Vitor Hugo, do Veranópolis, com 13 gols. O Internacional, então campeão da Copa Libertadores da América e do Campeonato Mundial de Clubes não se classificou para a segunda fase, terminando o campeonato em sétimo lugar.

## Regulamento
As 18 equipes jogam entre si em turno e returno dentro das chaves. Os primeiros colocados dos dois grupos avançam diretamente para a semi-final. Os segundos e terceiros lugares avançam para a segunda fase, onde jogam entre si em um jogo eliminatório. O clube de melhor campanha mandou a única partida para definir os classificados as semi-finais. Os dois piores colocados de cada chave ao final da primeira fase se rebaixaram para a segunda divisão. Todos os jogos a partir da semi-final foram disputados em sistema eliminatório com ida e volta.

## Participantes
| Grupo   | Equipe                                          | Cidade            | Estádio                     | Capacidade | Em 2006            | Títulos (Último) |
| ------- | ----------------------------------------------- | ----------------- | --------------------------- | ---------- | ------------------ | ---------------- |
| Grupo A | Sport Clube Gaúcho                              | Passo Fundo       | Wolmar Salton               | 5.500      | 13º                | 0 (não possui)   |
| Grupo A | Grêmio Esportivo Glória                         | Vacaria           | Altos da Glória             | 8.000      | 15º                | 0 (não possui)   |
| Grupo A | Guarany Futebol Clube                           | Bagé              | Estrela D'Alva              | 10.000     | 1º Segunda Divisão | 0 (não possui)   |
| Grupo A | Sport Club Internacional                        | Porto Alegre      | Beira-Rio                   | 50.000     | 2º                 | 37 (2005)        |
| Grupo A | Esporte Clube Juventude                         | Caxias do Sul     | Alfredo Jaconi              | 20.000     | 3º                 | 1 (1998)         |
| Grupo A | Futebol Clube Santa Cruz                        | Santa Cruz do Sul | Plátanos                    | 3.500      | 8º                 | 0 (não possui)   |
| Grupo A | Sport Club Ulbra                                | Canoas            | Complexo Esportivo da Ulbra | 10.000     | 11º                | 0 (não possui)   |
| Grupo A | Veranópolis Esporte Clube Recreativo e Cultural | Veranópolis       | Antônio David Farina        | 5.000      | 7º                 | 0 (não possui)   |
| Grupo B | Clube 15 de Novembro                            | Campo Bom         | Sady Arnildo Schmidt        | 3.500      | 12º                | 0 (não possui)   |
| Grupo B | Grêmio Esportivo Brasil de Pelotas              | Pelotas           | Bento Freitas               | 10.000     | 16º                | 0 (não possui)   |
| Grupo B | Sociedade Esportiva e Recreativa Caxias do Sul  | Caxias do Sul     | Centenário                  | 22.000     | 4º                 | 1 (2000)         |
| Grupo B | Clube Bento Gonçalves Esportivo                 | Bento Gonçalves   | Montanha dos Vinhedos       | 15.000     | 14º                | 0 (não possui)   |
| Grupo B | Grêmio Foot-Ball Porto Alegrense                | Porto Alegre      | Olímpico                    | 45.000     | 1º                 | 34 (2006)        |
| Grupo B | Esporte Clube Guarani                           | Venâncio Aires    | Edmundo Feix                | 4.000      | 2º Segunda Divisão | 0 (não possui)   |
| Grupo B | Grêmio Esportivo São José                       | Cachoeira do Sul  | Joaquim Vidal               | 5.000      | 9º                 | 0 (não possui)   |
| Grupo B | Esporte Clube São José                          | Porto Alegre      | Passo d'Areia               | 10.646     | 5º                 | 0 (não possui)   |
| Grupo B | Esporte Clube São Luiz                          | Ijuí              | 19 de Outubro               | 5.217      | 18º                | 0 (não possui)   |

## Primeira Fase

### Classificação

#### Grupo A
| Pos | Equipes         | Pts | J  | V  | E | D  | GP | GC | SG  | %   | Classificação ou rebaixamento      |
| --- | --------------- | --- | -- | -- | - | -- | -- | -- | --- | --- | ---------------------------------- |
| 1   | Juventude       | 32  | 16 | 10 | 2 | 4  | 28 | 16 | +12 | 67% | Classificado para Semi-Finais      |
| 2   | Ulbra           | 31  | 16 | 9  | 4 | 3  | 27 | 17 | +10 | 65% | Classificados para Segunda Fase    |
| 3   | Veranópolis     | 25  | 16 | 7  | 4 | 5  | 27 | 22 | +5  | 52% | Classificados para Segunda Fase    |
| 4   | Internacional   | 25  | 16 | 7  | 4 | 5  | 15 | 16 | -1  | 52% |                                    |
| 5   | Guarany de Bagé | 24  | 16 | 6  | 6 | 4  | 19 | 21 | -2  | 50% |                                    |
| 6   | Novo Hamburgo   | 23  | 16 | 6  | 5 | 5  | 27 | 21 | +6  | 48% |                                    |
| 7   | Santa Cruz      | 19  | 16 | 4  | 7 | 5  | 22 | 20 | +2  | 40% |                                    |
| 8   | Glória          | 10  | 16 | 2  | 4 | 10 | 19 | 27 | –8  | 21% | Rebaixados para a Série A2 de 2008 |
| 9   | Gaúcho          | 7   | 16 | 1  | 4 | 11 | 9  | 36 | –27 | 16% | Rebaixados para a Série A2 de 2008 |

#### Grupo B
| Pos | Equipes               | Pts | J  | V  | E | D | GP | GC | SG  | %   | Classificação ou rebaixamento      |
| --- | --------------------- | --- | -- | -- | - | - | -- | -- | --- | --- | ---------------------------------- |
| 1   | Grêmio                | 40  | 16 | 13 | 1 | 2 | 41 | 12 | +29 | 83% | Classificado para Semi-Finais      |
| 2   | Esportivo             | 25  | 16 | 7  | 4 | 5 | 20 | 20 | 0   | 52% | Classificados para Segunda Fase    |
| 3   | Caxias                | 24  | 16 | 7  | 3 | 6 | 21 | 17 | +4  | 50% | Classificados para Segunda Fase    |
| 4   | Brasil de Pelotas     | 21  | 16 | 5  | 6 | 5 | 23 | 26 | -3  | 44% |                                    |
| 5   | 15 de Novembro        | 20  | 16 | 5  | 5 | 6 | 19 | 22 | -3  | 42% |                                    |
| 6   | São José-RS           | 19  | 16 | 5  | 4 | 7 | 18 | 17 | +1  | 40% |                                    |
| 7   | São Luiz              | 17  | 16 | 4  | 5 | 7 | 26 | 33 | -7  | 35% |                                    |
| 8   | Guarani-VA            | 17  | 16 | 4  | 5 | 7 | 20 | 29 | –9  | 35% | Rebaixados para a Série A2 de 2008 |
| 9   | São José de Cachoeira | 15  | 16 | 4  | 3 | 9 | 17 | 29 | –12 | 31% | Rebaixados para a Série A2 de 2008 |

## Segunda Fase
- Chave 3: 2º da Chave 1 X 3º da Chave2

| 7 de Abril | Ulbra | 0–0 Pen.(2–4) | Caxias | Complexo Esportivo da Ulbra            |
|            |       | Súmula        |        | Árbitro: Brasil Marcio Chagas da Silva |

- Chave 4: 2º da Chave 2 X 1º da Chave 1

| 8 de Abril | Esportivo | 1–3    | Veranópolis | Montanha dos Vinhedos                   |
|            |           | Súmula |             | Árbitro: Brasil Vinicius Costa da Costa |

## Fase final
Em itálico as equipes que possuem o mando de campo no jogo de ida; em negrito as equipes vencedoras.
|  | Semifinais  | Semifinais | Semifinais | Semifinais |   |        | Final | Final | Final | Final |
|  |             |            |            |            |   |        |       |       |       |       |
|  | Veranópolis | 0          | 2          | 2          |   |        |       |       |       |       |
|  | Juventude   | 2          | 1          | 3          |   |        |       |       |       |       |
|  | Juventude   | 2          | 1          | 3          |   | Grêmio | 3     | 4     | 7     |       |
|  |             |            |            |            |   | Grêmio | 3     | 4     | 7     |       |
|  |             | Juventude  | 3          | 1          | 4 |        |       |       |       |       |
|  | Caxias      | Juventude  | 3          | 1          | 4 | 3      | 0     | 3     |       |       |
|  | Caxias      |            |            |            |   | 3      | 0     | 3     |       |       |
|  | Grêmio      | 0          | 4          | 4          |   |        |       |       |       |       |

### Semi-Finais
- Chave 5: Vencedor da Chave 4 X 1º da Chave 1

Ida
| 14 de Abril | Veranópolis | 0–2    | Juventude               | Antônio David Farina           |
| 18:10       |             | Report | 26' Radamés · 85' Veiga | Árbitro: Brasil Leandro Vuaden |

Volta
| 22 de Abril | Juventude   | 1–2    | Veranópolis                | Alfredo Jaconi                       |
| 16:00       | Gabriel 57' | Report | 23' Dinei · 46' Vitor Hugo | Árbitro: Brasil Carlos Eugênio Simon |

- Chave 6: Vencedor da Chave 3 X 1º da Chave 2

Ida
| 15 de Abril | Caxias                                           | 3 - 0  | Grêmio | Francisco Stédile               |
| 16:00       | Juninho 3' · Heverton 26' · Thiago Machado 66' · | Report |        | Árbitro: Brasil Fabrício Correa |

Volta
| 20 de Abril | Grêmio                                                 | 4 - 0  | Caxias | Olímpico Monumental             |
| 20:00       | Patrício 13' · Tcheco 19' · Diego Souza 41' · Tuta 68' | Report |        | Árbitro: Brasil Leonardo Gaciba |

### Finais

#### Jogo de Ida
| 29 de Abril | Juventude                                  | 3 – 3  | Grêmio                              | Alfredo Jaconi                                 |
| 16:00       | Wescley 32' · Cristiano 51' · Da Silva 79' | Súmula | 3', 33' Carlos Eduardo · 90+1' Tuta | Público: 15,177 Árbitro: Brasil Vinícius Costa |

|  | Juventude André Michel (Gabriel) Wescley Éderson Márcio Azevedo Júlio César (Veiga) Radamés William Lauro Cristiano (Da Silva) Juliano Técnico: Ivo Wortmann. |  | Grêmio Saja Patrício William Teco Lúcio (Bruno Teles) Edmílson Sandro Goiano Tcheco (Éverton) Diego Souza Carlos Eduardo (Ramón) Tuta Técnico: Mano Menezes |

#### Jogo de Volta
| 6 de Maio | Grêmio                                        | 4 – 1  | Juventude   | Olímpico Monumental                                  |
| 16:00     | 15', 61' Tcheco · 49' Diego Souza · 68' Lúcio | Súmula | 32' Gabriel | Público: 47,676 Árbitro: Brasil Carlos Eugênio Simon |

|  | Grêmio Saja Gavilán (Nunes) William Teco Lúcio (Bruno Teles) Edmílson Sandro Goiano Tcheco Diego Souza Carlos Eduardo (Ramón) Tuta Técnico: Mano Menezes |  | Juventude André Ricardo (Veiga) Fabrício Éderson Márcio Azevedo Lauro Radamés William (Júlio César) Paulo Ramos Cristiano Da Silva Técnico: Ivo Wortmann. |

## Premiação
| Campeonato Gaúcho de Futebol 2007 |
| Porto Alegre                      |
| --------------------------------- |
| Grêmio Campeão (35.º título)      |

| Campeão do Interior de 2007     |
| Caxias do Sul                   |
| ------------------------------- |
| Juventude Campeão (13.º título) |

## Classificação geral
| Pos | Equipes               | Pts | J  | V  | E | D  | GP | GC | SG  | %  | Classificação ou rebaixamento                                    |
| --- | --------------------- | --- | -- | -- | - | -- | -- | -- | --- | -- | ---------------------------------------------------------------- |
| 1   | Grêmio                | 47  | 20 | 15 | 2 | 3  | 52 | 19 | +33 | 78 | Campeão e classificado para a Copa do Brasil 2008                |
| 2   | Juventude             | 36  | 20 | 11 | 3 | 6  | 35 | 25 | +10 | 60 | Vice-campeão e classificado para a Copa do Brasil 2008           |
| 3   | Veranópolis           | 31  | 19 | 9  | 4 | 6  | 34 | 26 | +8  | 54 | Eliminado na semifinal e classificado para a Copa do Brasil 2008 |
| 4   | Caxias                | 28  | 19 | 8  | 4 | 7  | 25 | 22 | +3  | 49 | Eliminado na semifinal e classificado para a Copa do Brasil 2008 |
| 5   | Ulbra                 | 31  | 16 | 8  | 6 | 2  | 27 | 17 | +10 | 63 | Classificado para a Série C 2008                                 |
| 6   | Esportivo             | 25  | 17 | 7  | 4 | 6  | 21 | 23 | -2  | 49 |                                                                  |
| 7   | Internacional         | 25  | 16 | 7  | 4 | 5  | 15 | 16 | -1  | 52 |                                                                  |
| 8   | Guarany de Bagé       | 24  | 16 | 6  | 6 | 4  | 19 | 21 | -2  | 50 |                                                                  |
| 9   | Novo Hamburgo         | 23  | 16 | 6  | 5 | 5  | 27 | 21 | +6  | 48 |                                                                  |
| 10  | Brasil de Pelotas     | 21  | 16 | 5  | 6 | 5  | 23 | 26 | -3  | 44 |                                                                  |
| 11  | 15 de Novembro        | 20  | 16 | 5  | 5 | 6  | 19 | 22 | -3  | 42 |                                                                  |
| 12  | São José-RS           | 19  | 16 | 5  | 4 | 7  | 18 | 17 | +1  | 40 |                                                                  |
| 13  | Santa Cruz-RS         | 19  | 16 | 4  | 7 | 5  | 22 | 20 | +2  | 40 |                                                                  |
| 14  | São Luiz              | 17  | 16 | 4  | 5 | 7  | 26 | 33 | -7  | 35 |                                                                  |
| 15  | Guarani-VA            | 17  | 16 | 4  | 5 | 7  | 20 | 29 | -9  | 35 | Rebaixados para a Série A2 de 2008                               |
| 16  | São José de Cachoeira | 15  | 16 | 4  | 3 | 9  | 17 | 29 | -12 | 31 | Rebaixados para a Série A2 de 2008                               |
| 17  | Glória                | 10  | 16 | 2  | 4 | 10 | 19 | 27 | -8  | 21 | Rebaixados para a Série A2 de 2008                               |
| 18  | Gaúcho                | 7   | 16 | 1  | 4 | 11 | 9  | 36 | -27 | 15 | Rebaixados para a Série A2 de 2008                               |

 A Ulbra se classificou para a Copa do Brasil de 2008 por causa do vice-título da Copa FGF de 2006 está classificada também a Série C pelo estadual.
O Internacional já está classificado a Copa do Brasil de 2008 por causa do Ranking da CBF.

## Artilharia
| Pos. | Jogador        | Equipe            | Gols |
| ---- | -------------- | ----------------- | ---- |
| 1    | Vitor Hugo     | Veranópolis       | 13   |
| 2    | Tcheco         | Grêmio            | 11   |
| 3    | Gavião         | Guarani-VA        | 10   |
| 3    | Kelson         | Novo Hamburgo     | 10   |
| 5    | João Paulo     | Glória            | 9    |
| 6    | Kempes         | 15 de Novembro    | 8    |
| 6    | Tuta           | Grêmio            | 8    |
| 8    | Franciel       | São José-RS       | 7    |
| 9    | Cláudio Millar | Brasil de Pelotas | 6    |
| 9    | Diego Souza    | Grêmio            | 6    |
| 9    | Edinho         | Guarany           | 6    |
| 9    | Rafael Paty    | Santa Cruz-RS     | 6    |